# Ferdinand Alexander Porsche
Pour les articles homonymes, voir Ferdinand Porsche (homonymie).
Ferdinand Alexander Porsche (né le 11 décembre 1935 à Stuttgart et mort le 5 avril 2012 à Salzbourg) est un designer et  concepteur de voiture allemand. Surnommé Butzi, il est le fils de Ferdinand Anton Ernst Porsche et le petit-fils de Ferdinand Porsche. Sa conception la plus célèbre est la Porsche 911. Il possède les nationalités allemande et autrichienne. C’est l’un des personnages les plus emblématiques de la marque allemande.

## Biographie
Marqué dès son enfance par l’automobile, il passe beaucoup de temps dans le bureau d’études et les ateliers de développement de son grand-père Ferdinand Porsche. En 1943, la famille suit la firme Porsche dans son déménagement vers l’Autriche, où il est scolarisé à Zell am See.
Après son retour à Stuttgart, en 1950, il suit les cours de l'école libre Waldorf. Une fois son diplôme en poche, il s’inscrit à l'École supérieure de Design (Hochschule für Gestaltung) d’Ulm.
En 1958, F.A. Porsche, comme l’appelaient ses collègues, entre dans le bureau d’études de ce qui était alors la société en commandite Dr. Ing. h.c. F. Porsche KG. Il y fait bientôt preuve de ses talents de designer en sculptant dans de la pâte à modeler la première mouture du modèle appelé à remplacer la série 356. En 1962, il prend la direction du studio de design Porsche, créant un an plus tard la Porsche 901 (ou 911), un succès commercial mondial.
En 1972, il créa le studio Porsche Design à Stuttgart, studio réputé pour ses produits design et de qualité remarquable. Le studio sera transféré en 1974 à Zell am See, la ville d'Autriche où Butzi a passé son enfance.
Il meurt le 5 avril 2012, à l'âge de 76 ans.